# Brighton Beach

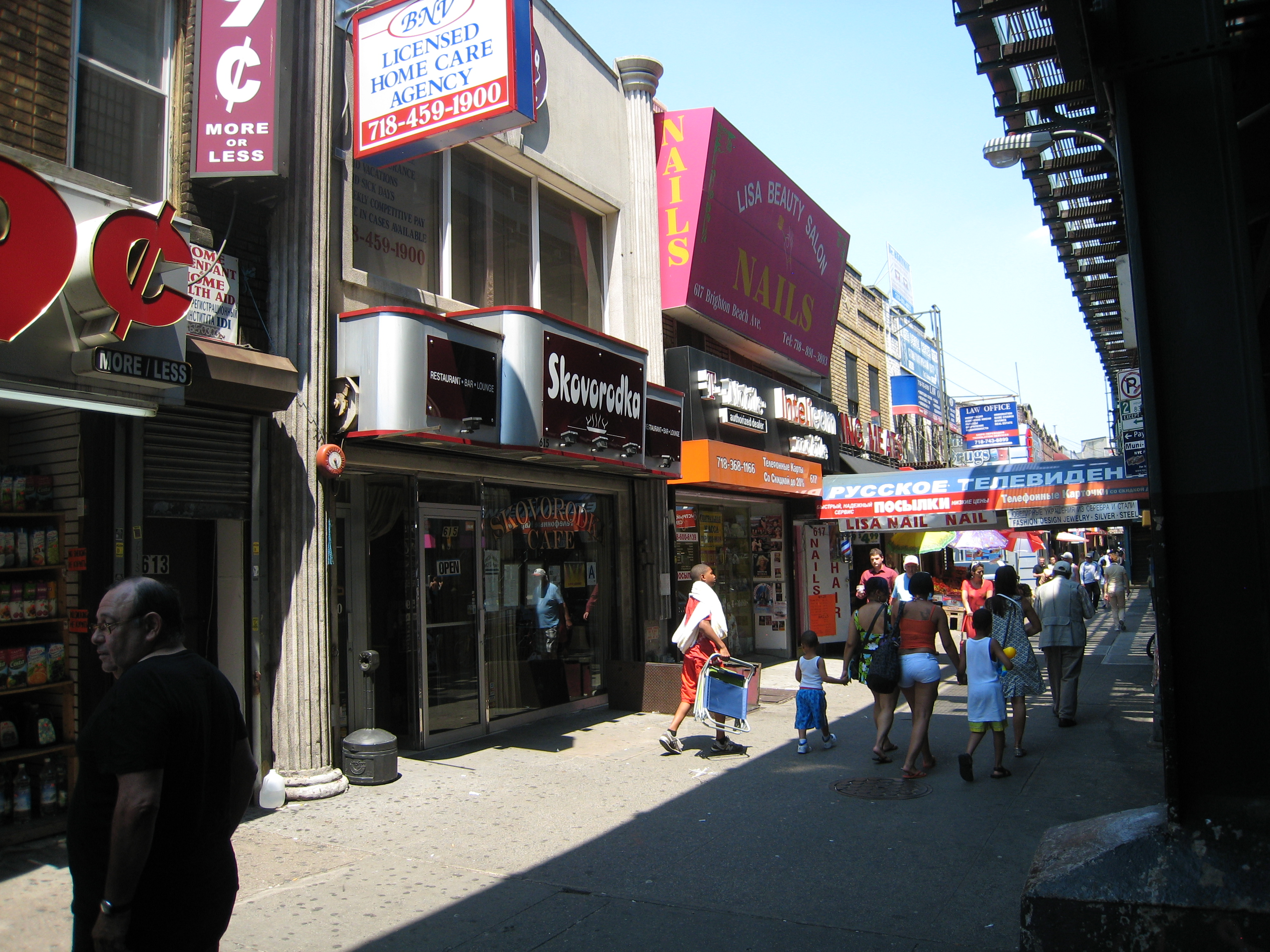
Ulice na Brighton Beach s ruskými nápisy

Brighton Beach je newyorská čtvrť ležící na pobřeží Coney Islandu, v roce 2008 zde žilo 23 582 obyvatel.  Oblast je známá jako středisko rusky hovořícího obyvatelstva v USA. Ale kromě Rusů jsou v této čtvrti také Albánci, Ukrajinci, Poláci, Srbové a Bulhaři.
Rozkvět lokality začal v sedmdesátých letech 19. století, kdy zde byly vybudovány luxusní mořské lázně s dostihovou dráhou a dalšími atrakcemi, které získaly název podle anglického letoviska Brighton. V dobách Velké hospodářské krize bohatí hosté zmizeli a na Brighton Beach se začali usazovat přistěhovalci, především Židé z východní Evropy. Proto místo získalo přezdívku Malá Oděsa. Další imigrační vlna přišla s rozpadem Sovětského svazu, kdy do Ameriky zamířili ekonomičtí vystěhovalci z těchto zemí. Ve 21. století se zde usazují převážně lidé ze zemí střední Asie. Na Brighton Beach je množství ruských obchodů a restaurací, vycházejí zde noviny v ruštině, řada místních obyvatel ani neumí anglicky. Čtvrť je známa nízkou životní úrovní, přelidněností a vlivem organizovaného zločinu.
Na Brighton Beach vede BMT Brighton Line newyorského metra. Nachází se zde taneční škola Brighton Ballet Theater. Neil Simon napsal o životě zdejších obyvatel úspěšnou divadelní hru Vzpomínky na Brighton Beach, kterou v roce 1986 zfilmoval Gene Saks. Další filmy odehrávající se v této čtvrti jsou Moskva na Hudsonu, Malá Oděsa nebo Na Děribasovské je krásně aneb Na Brighton Beach zase prší.